# Вилела де Акунья, Хосе Луис
Хосе Луис Вилела де Акунья (исп. José Luis Vilela de Acuña; род. 19 марта 1953, Гавана) — кубинский шахматист, международный мастер (1977). Тренер ФИДЕ (2005).
Чемпион Кубы 1977 года (совместно с Х. Лебредо Саррагоития и Х. Ногейрасом).
В составе национальной сборной участник 2-х Олимпиад (1978 и 1982).

## Изменения рейтинга
| Графики недоступны из-за технических проблем. См. информацию на Фабрикаторе и на mediawiki.org. |